# Alpha (bande dessinée)
Pour les articles homonymes, voir Alpha (homonymie).
Alpha est une série de bande dessinée de la collection Troisième vague publiée par Le Lombard. Série d'espionnage hyperréaliste[réf. nécessaire], elle met en scène un agent de la CIA (Dwight Delano Tyler, nom de code Alpha) et son adjointe Sheena Ferguson (à partir du tome 4).
Pascal Renard en a scénarisé les deux premiers tomes. Lorsqu'il meurt en avril 1996, à 35 ans, Mythic prend le scénario de la série en main. Les dessins sont l'œuvre de Youri Jigounov, qui est aussi l'auteur du scénario du tome 11. Pour les douzième et treizième tomes, il ne se consacre qu'à l'écriture, le dessin étant désormais réalisé par Chris Lamquet,. Mais le cycle n'est pas achevé par Jigounov, qui cède la place à une nouvelle équipe : le scénariste Emmanuel Herzet et le dessinateur Alain Queireix.

## Albums
Série principale
1. L'Échange, janvier 1996  (ISBN 2803614324)
2. Clan Bogdanov, janvier 1997  (ISBN 2803614316)
3. Le Salaire des loups, janvier 1998  (ISBN 2803614308)
4. La Liste, mars 1999  (ISBN 2803613832)[4]
5. Sanctions, octobre 2000  (ISBN 2803614863)
6. L'Émissaire, avril 2002  (ISBN 2803616394)[5]
7. Snow White, 30 secondes !, octobre 2003  (ISBN 2803618354)
8. Jeux de puissants, novembre 2004  (ISBN 2803620367)
9. Scala, septembre 2006  (ISBN 2803620944)
10. Mensonges, mai 2007  (ISBN 2803622491)
11. Fucking Patriot, septembre 2009  (ISBN 2803624567)
12. Petit tour avec Malcolm, août 2013  (ISBN 2803627493)
13. Le Syndrome de Maracamba, octobre 2018  (ISBN 2803633728)
14. Dominos, septembre 2019  (ISBN 2803675390)
15. Roadies, septembre 2020  (ISBN 2803680696)
16. Sherpa, novembre 2021  (ISBN 2803679558)
17. Liberty Ship, septembre 2022  (ISBN 2808203381)
18. Drones, octobre 2023  (ISBN 9782808207225)

Intégrale des 3 premiers tomes : 
- Les Héritiers de la guerre froide, tirage limité, avril 1998
- Un agent à Moscou, novembre 2005  (ISBN 2803621258)

Intégrale des 4 premiers tomes : 
- Alpha - Le monde de la BD - 13, janvier 2004 (ISBN 2930215097)

Série dérivée Alpha premières armes
(dessin Eric Loutte, scénario Emmanuel Herzet, couleurs Sylvaine Scomazzon)
1. Baptême du feu, mars 2010  (ISBN 2803626268)
2. Solo, novembre 2015  (ISBN 2803632365)
3. Nouveau Round, mai 2016  (ISBN 9782803636754)
4. Matriochkas, mai 2017  (ISBN 9782803670413)
5. À l'heure où les hyènes vont boire, mai 2018  (ISBN 9782803672158)

## Personnages principaux

### Alpha
Suite de brillantes études en droit international, Alpha a été sous-officier au sein d'un escadron tactique spécial de  l'US Air Force avant de travailler pour la CIA.
Il respecte les principes de justice, ce qui l'amène à s'opposer parfois à la bureaucratie de la CIA,.
Lorsqu'il est amené à prendre une décision qui risque de mettre en péril sa carrière, il préfère ne rien révéler à qui que ce soit.
Homme séduisant, il a certainement eu plusieurs aventures avec différentes femmes dont une importante avec une de ses cibles, Anastasiya Vladimirovna Donkova. Il tombe ensuite amoureux de Sheena, sa coéquipière, mais ne lui déclare sa flamme que tardivement.

### Sheena Ferguson
Elle apparaît pour la première fois dans le quatrième volume. Elle est d'origine vietnamienne mais a été adoptée et élevée par une famille américaine, les Ferguson, d'où son nom de famille. 
Elle respecte la hiérarchie. 
Elle aime Alpha, mais respecte le désir de ce dernier de ne pas s'engager.

## Synopsis

### L'Échange,Clan BogdanovetLe Salaire des loups

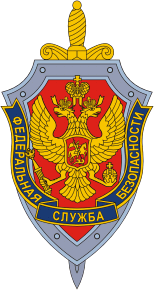
Blason du FSB

Une émissaire russe fait affaire avec un banquier européen pour échanger des roubles contre des USD à un taux très favorable pour l'acheteur. Cependant, le montant en jeu intéresse un groupe mafieux, ainsi que la CIA.
À la suite d'une tuerie, l'émissaire se retrouve isolée. De plus, le sac contenant les titres en roubles disparaît mystérieusement. Alpha, jeune agent de la CIA agissant sous la couverture d'artiste français, vient à son aide dans le cadre de sa mission d'infiltration. La Russe demande à Alpha de se rendre à Moscou pour y exposer ses toiles.
En Russie, Alpha est amené à côtoyer un jeune artiste, ami de sa mécène, en réalité le fils d'un puissant mafieux russe, chef du clan Bogdanov. Quelque temps après, le fils prend le contrôle du clan en faisant éliminer tous les fidèles de la garde rapprochée de son père, tuant lui-même son père. Pendant ce temps le FSB lutte contre des criminels allemands liés au banquier tué. Alpha enquête pour comprendre quel est le but du mari la Russe, agent ayant participé à l'organisation de l'échange.
Lors d'un rendez-vous, Alpha se rend compte qu'il a été piégé par ses supérieurs, lesquels se sont emparés de l'argent devant acheté les titres russes. Le fils Bogdanov intervient pour protéger son amie, élimine le mari de celle-ci ainsi que les agents véreux de la CIA, dévoilant sa véritable nature. De son côté, le FSB veille et élimine à son tour les mafieux avant que le lieu de rendez-vous ne soit soufflé par une bombe posé par l'unique rescapé du commando allemand..

### La Liste

Drapeau de la RDA

Lors de la chute de la RDA, le colonel de la Stasi Wolfgang Wagemüller disparaît en emportant avec lui une liste d’industriels occidentaux, notamment américains, ayant collaboré avec le gouvernement est-allemand durant la guerre froide. Plusieurs années après, marié et ayant une petite fille, il est repéré et décide de vendre la liste à la CIA contre une nouvelle vie aux USA. Commence alors une course-poursuite contre le Mossad, la DGSE et des agents véreux de la CIA travaillant pour un des industriels fautifs.

### Sanctions

Drapeau de l'URSS

Dans un pays du Pacte de Varsovie, deux officiers de la CIA convoient la famille d'un transfuge, l'un des meilleurs agents doubles ayant jamais travaillé pour le compte des États-Unis. Au moment de traverser la frontière, ils aperçoivent un barrage routier et, croyant à tort que les soldats les attendent nommément, décident d'abandonner la famille, l'expédiant de facto dans un camp de travaux forcés en Sibérie. Quelques jours plus tard, le transfuge est drogué et renvoyé en URSS pour garantir la signature d'un traité de réduction des armements entre l'URSS et les États-Unis.
Trois ans plus tard, un homme tue une prostituée noire et s'arrange avec ses gardes du corps pour couvrir le meurtre.
Plusieurs années passent et, à la suite de l'effondrement du bloc soviétique, une délégation visite Washington D.C. dans le but d'harmoniser la politique des deux pays en ce qui concerne l'armement nucléaire de l'ex-URSS. Les agents Alpha et Sheena sont affectés à la protection des délégués.
À partir de ce moment, les agents impliqués dans la mission avortée entourant le transfuge sont tués un à un et l'une des cibles pourrait être Corbin Moore, ancien directeur de l'agence, sénateur républicain et candidat probable à la présidence. Pourtant, le transfuge (le « Griffon ») et sa famille sont présumés morts en Sibérie.
Alpha découvrira que ces agents sont aussi impliqués dans le meurtre de la prostituée noire. La série de meurtres avait uniquement pour but de protéger les arrières de Corbin Moore.

### L'ÉmissaireetSnow White, 30 secondes!

Grand sceau du président des États-Unis

Dans les années 1990 en Irlande, deux soldats britanniques sont tués lorsqu'une voiture piégée explose. L'un d'eux est le fils du responsable des services secrets britanniques, Sir John, alors que l'autre est le fils du ministre britannique responsable de la défense.
Un peu plus tard, dans le but de redorer son blason, le Président des États-Unis décide d'envoyer un émissaire en Irlande pour négocier une trêve. Agissant sans consulter au préalable les autorités britanniques, il se fait deux puissants ennemis : Sir John et le ministre britannique, qui décident de le faire tuer.
Sir John, profitant de ses relations, engage des mercenaires pour mener à bien leur projet. Les mercenaires décident de faire enlever l'émissaire et de le faire détenir dans la maison de Sean, un membre de l'IRA provisoire. Des agents de la CIA envoyés en mission de sauvetage, commandés par Alpha, tombent dans un piège : l'émissaire ainsi que tous les occupants de la maison (incluant la femme et le fils de Sean) sont tués et un des hommes d'Alpha est également tué et abandonné sur place comme preuve de l'implication de la CIA dans le carnage.
Sean et sa fille, pris en charge par les mercenaires, sont envoyés en Amérique du Nord où on leur soumet un plan pour se venger. De son côté, l'équipe d'Alpha est accusée d'avoir mal exécuté sa mission. En conséquence, Alpha est mis en examen sur ordre de l'ambitieuse et tyrannique Zöller, remplaçante ad interim de Portland, le supérieur hiérarchique d'Alpha. 

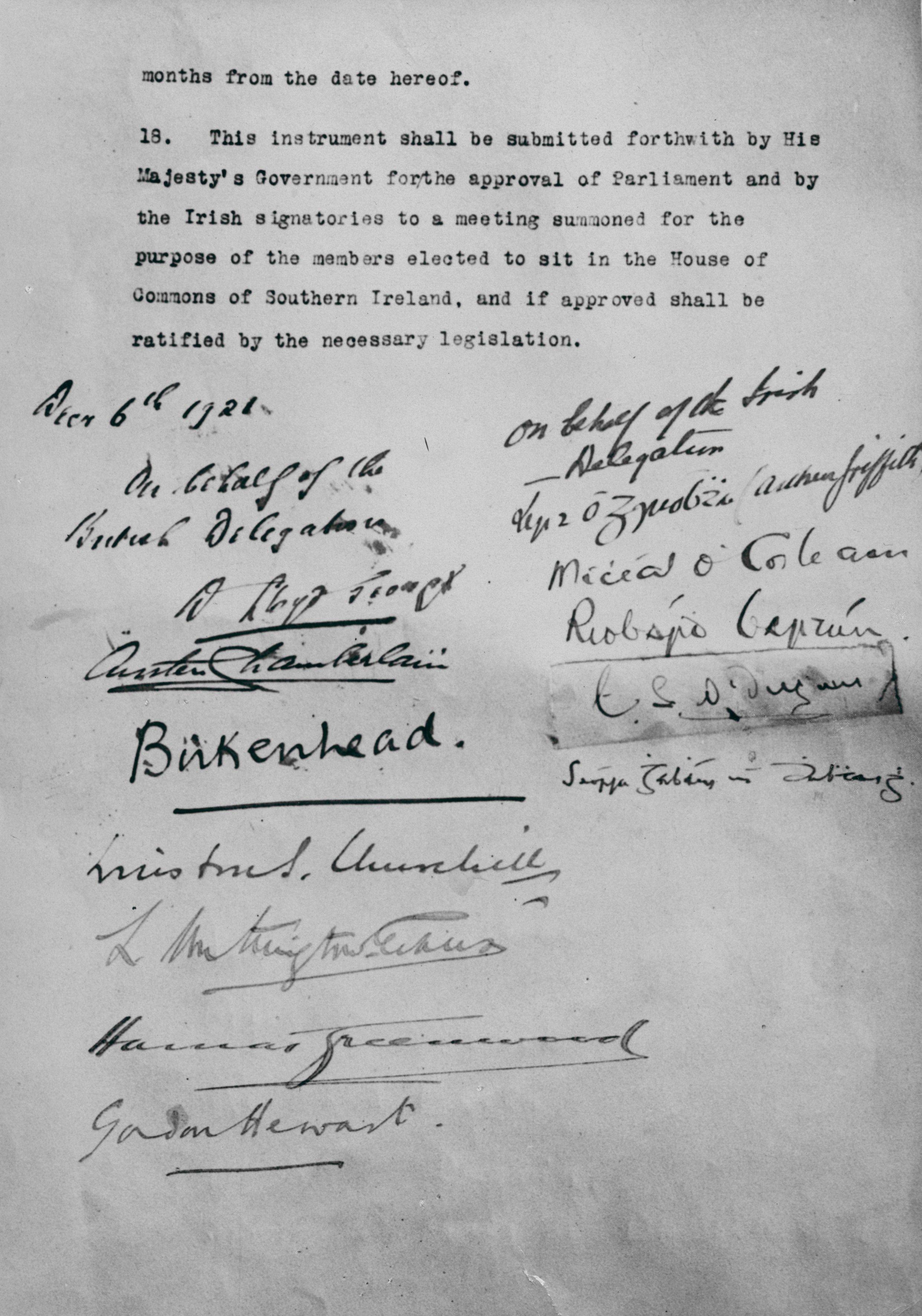
Dernière page du Traité anglo-irlandais signé en 1921

Alors que se déroulent les préparatifs pour tuer le président américain, les membres de l'équipe d'Alpha décident de démontrer leur innocence en analysant les dossiers de la CIA. Ils profitent de l'antipathie envers Zöller pour obtenir différents services de la part de leurs collègues au sein de l'agence. L'équipe spécule que la vie du président est en jeu, mais ne peut déterminer le modus operandi.
Par ailleurs, à Londres, l'adjoint de Sir John vit le deuil de sa conjointe abattue pendant la mission de sauvetage en Irlande. Il tente de retrouver les responsables du meurtre et en vient à comprendre que Sir John est impliqué dans un complot. Ne souhaitant pas éveiller les soupçons de son supérieur, il décide de communiquer à Alpha ce qu'il sait.
Quelque temps plus tard, le président américain rencontre à la fois Sir John, le ministre britannique et le vice-président américain dans le but de développer une politique cohérente envers l'Irlande.
En se basant sur les renseignements envoyés par l'adjoint de Sir John, l'équipe d'Alpha comprend que l'opération en Irlande était destinée à donner à Sean, un tireur d'élite, une raison de vouloir la mort du président américain.
S'étant rendue sur les lieux, l'équipe parvient à désamorcer le piège et à exposer les responsables de la machination, ce qui mettra fin aux soupçons qui pesaient sur elle.

### Jeux de puissantsetScala

Armoiries de Cuba

Un agent secret cubain, le colonel Rojas, est mis sous surveillance par son pays, car on le soupçonne d'entretenir des idées « révolutionnaires » et des liens avec un pays ennemi. Il parvient à s'échapper grâce à l'aide d'Alpha.
Quelques années plus tard, dans le but de redorer mutuellement leur blason, un haut gradé de la CIA, Lawrence, et un homme politique d'Amérique du Sud décident de s'épauler mutuellement. Pour ce faire, Lawrence conçoit différents scénarios qui démontreront l'efficacité de la CIA.

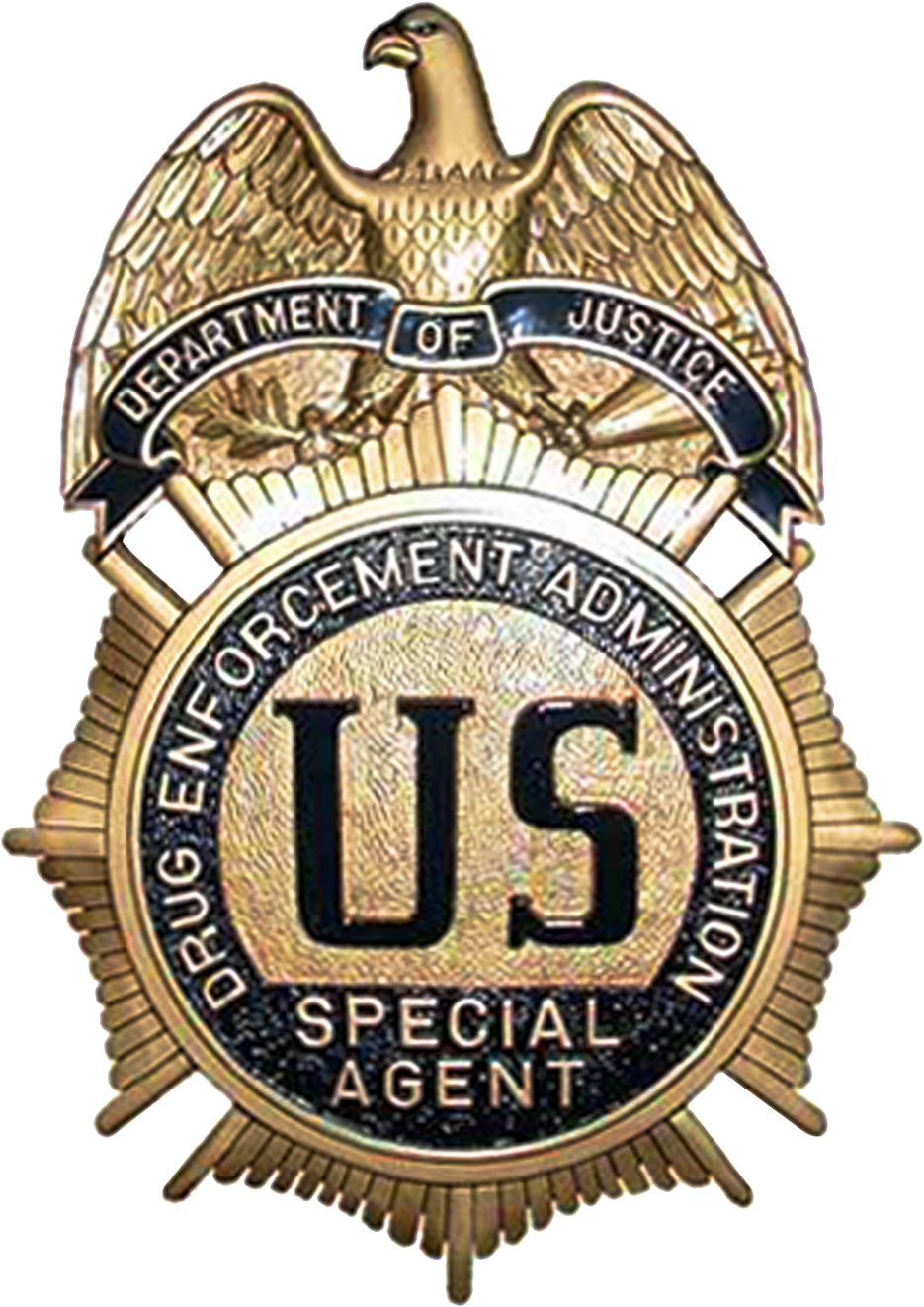
Badge de la DEA

Lawrence engage Witthaker, un agent impliqué dans maintes missions « noires » qui, à son tour, engage une tueuse très efficace : Scala. Leur première mission est de prévenir un attentat simulé contre un premier ministre suédois. Pour la deuxième, ils « enrôlent » un prétendu terroriste palestinien, lequel transportera une bombe à son insu. Lors de la troisième mission, ils exposent des agents corrompus de la DEA dans le but de diminuer la réputation de cette agence. Par la suite, ils participent à la destruction d'un canot automobile bourré d'explosifs, destiné à détruire un navire de guerre américain. Cependant, la mission de destruction est téléguidée par les deux agents. Après cet épisode, Witthaker retrouve Scala, son amante de longue date et, à la suite d'une altercation, elle le tue sur un coup de tête.
De son côté, le colonel Rojas a découvert la « maison stérile » (lieu sécurisé principalement utilisé pour mettre à l'abri des agents secrets) qui lui a servi de logement pendant sa période de débriefing, après qu'il s'est enfui de Cuba. Il est poursuivi par des agents de la CIA, mais parvient à leur échapper.
Tout en aidant à faire remonter la cote de la CIA et la sienne par ricochet, Lawrence élimine des concurrents directs au poste de directeur de l'agence. De leur côté, Alpha et Sheena passent au crible des monceaux de dossiers en lien avec les « missions ». Ils sont éloignés du terrain sur ordre de Lawrence, car ils sont des protégés du président américain, et Lawrence ne souhaite pas le froisser, sans compter qu'il préfère ne pas être découvert. L'inactivité leur pesant, Alpha contacte le président dans le but de retourner sur le terrain. Ayant obtenu satisfaction, ils commencent à enquêter.
Le colonel Rojas contacte Alpha et lui décrit l'endroit où la tueuse se cache actuellement, la maison stérile, tout comme il lui annonce qu'elle s'appelle Scala.

Emblème de la CIA

Malgré les soupçons du meurtre de Ryan qui pèsent sur elle, Scala reçoit l'ordre de monter un attentat contre des sénateurs américains. De son côté, Alpha commence à soupçonner que la source qui renseigne si bien la CIA n'existe pas, car elle serait infiltrée dans des milieux très différents. C'est alors que Lawrence décide que le colonel Rojas « renseignera » Alpha sur les allées et venues de Scala. Informés de l'attentat contre les sénateurs, Alpha et Sheena le préviennent. Étant dans les parages, Scala tente d'abattre Alpha, mais rate son coup.
Elle organise ensuite un attentat contre un homme politique sud-américain en visite aux États-Unis. Elle engage des mercenaires pour massacrer les visiteurs d'une galerie d'art. L'homme politique sera incité à visiter la galerie à la suite du massacre, car celle-ci est minée et le tuera au moment opportun. Au fait des déplacements d'Alpha, Scala tente de le tuer en minant sa voiture, mais il s'en sort par hasard.
À la suite du massacre à la galerie d'art, Scala abat ses acolytes et s'enfuit par un passage souterrain. À sa sortie, un agent l'abat.
Le colonel Rojas et sa famille, détenus en otage, parviennent à s'échapper de leur geôle, laquelle est détruite au moment où ils prennent la fuite. Rojas contacte Alpha et lui transmet des informations à propos de l'attentat contre l'homme politique sud-américain. Alpha et Sheena se précipitent à la galerie d'art et préviennent un désastre en annonçant qu'elle est minée.
Plus tard, ils sont invités à l'ambassade pour les remercier de leur geste. Scala, toujours vivante, piste Lawrence et le tue.

### Mensonges

Emblème de l'URSS.

L'album retrace les origines d'Alpha. Sa mère était une contestataire américaine relativement active dans ses jeunes années, alors que son père était un agent soviétique.

### Fucking Patriot
Des responsables d'un service de renseignements russe, certainement le SVR, discute d'un agent à leur service : Alpha. Il aurait été recruté à cause des liens de ses parents avec l'ex-KGB.
Se basant sur les dires d'une source de la CIA travaillant au sein du FSB, le président des États-Unis ordonne la destruction d'un avion de ligne d'Aeroflot emportant, dans sa soute à bagages une bombe atomique soviétique destinée à exploser au-dessus de New York. Cette information en réalité fausse, amène une grave crise diplomatique entre la Russie (où les élections législatives sont annulées) et les États-Unis.
À Langley, deux officiers de la CIA, Rudy et Charles "Charly" Roberts, discutent de la destruction de l'avion, celle-ci étant le résultat d'un plan destiné, entre autres, à déstabiliser le président et son administration. En conséquence, le directeur, Ronald Jennings, et la responsable des opérations de la CIA, Zöller, sont remerciés. Le secrétaire à la sécurité intérieure Martin Cox apaise les tensions diplomatiques et obtient de contrôler l'ensemble des services fédéraux de renseignements. Il fait nommer Jeremy Portland directeur de la CIA et Rudy comme directeur des opérations.
Quelques semaines plus tard, Alpha est envoyé à Moscou sur invitation des services russes. Il en profite pour rendre visite à Anastasiya Vladimirovna Donkova, son ancienne maîtresse. Il est contacté par son officier traitant russe qui lui présente son contact à Washington.
Charly devenu alcoolique car ne pouvant accepter d'être impliqué dans la mort des passagers de l'avion de ligne, est retrouvé pendu dans son bureau. Rudy et Martin Cox apprennent son suicide.
De son côté, Alpha, affecté à la division des ressources humaines de la CIA (car son visage est connu du monde entier à la suite de son sauvetage du président des États-Unis), éprouve des difficultés avec Sheena. Elle est peu amène envers Alpha, probablement à cause de l'amour qu'elle éprouve pour lui et qu'il ne lui rend pas.
Jérémy Portland discute avec Rudy de la mort de Charly lorsqu'ils sont interrompus par un analyste qui vient leur annoncer qu'Alpha serait impliqué dans le complot. Convaincu qu'il y a urgence, Jérémy Portland accepte la collaboration d'un as de l'informatique, Howie, sur proposition de Rudy.
Plus tard, Rudy ordonne à Howie de monter un dossier contre Alpha. Le lendemain, Howie est enrôlé pour rendre service à l'équipe d'enquête. Dès que la culpabilité d'Alpha semble évidente, une équipe de la CIA est envoyée à Seattle, où se trouvent Alpha et Sheena en mission de recrutement.
À la Maison Blanche, le président des États-Unis est mis au courant des accusations qui pèsent contre Alpha. Il ne peut accepter sa trahison, mais accepte le jugement du patron de la CIA. De son côté, Alpha amène Sheena dans un hôtel de luxe. Après différents échanges verbaux, Alpha avoue à Sheena son amour. Les deux passent une nuit torride par la suite.
Des hommes, dont Howie, sont envoyés à l'appartement d'Alpha pour y décourvrir des preuves de sa culpabilité. Howie en profite pour insérer de fausses informations dans l'ordinateur d'Alpha, dont deux virements de 10 millions de dollars en sa faveur. Il y a cependant des hommes du SVR qui surveillent l'appartement d'Alpha et qui se demandent qui y circule à l'aide de lampes de poche.
À Moscou, le chef du SVR apprend la fouille effectuée à l’appartement d'Alpha, tout comme les accusations qui pèsent contre lui. Au contraire de celui qui lui rapporte l'information, il se moque qu'Alpha soit mis en accusation.
Le lendemain, Sheena est mise au courant de la « trahison » d'Alpha. Une femme de la CIA lui propose de la raccompagner et de se tenir loin d'Alpha pendant un moment. Quelques minutes plus tard, des agents de la CIA arrêtent, de façon illégale, Alpha. Au passage d'un blocage routier au centre-ville, il en profite pour fuir ses ravisseurs. Il fait désormais cavalier seul.
Malgré tout l'arsenal technologique, les gens de la CIA sont incapables de retrouver Alpha. Il en profite pour reprendre contact avec différentes personnes de son passé d'agent et se retrouve en Alaska. La raison de sa fuite apparaît en flashback : il aurait été recruté par les gens du SVR à cause du passé de sa mère en tant qu'agent secret au service des Soviétiques. Après une réunion à la Maison Blanche, le directeur de la CIA commence à éprouver des doutes sur la culpabilité d'Alpha. Sheena, qui devait retourner à Washington, D.C., débarque en Alaska à la surprise des gens de la CIA qui la pistent.

## Clins d'œil
Dans plusieurs tomes, Sheena fait référence à un philosophe du nom de Tim Chy. Ce nom est l'anagramme de celui de Mythic, le scénariste des histoires.
Dans L'Émissaire en p. 43 et p. 44, deux journalistes enquêtent sur l'un des agents de la CIA en mission en Irlande. Ils ressemblent beaucoup à Jean-Loup de la Batellerie et à Walter Rizotto, journalistes de Paris-Flash qui apparaissent notamment dans Les Bijoux de la Castafiore.
Dans Snow White, 30 secondes ! en p. 28, Sheena prononce le mot « superball » pour désigner le Super Bowl.
Dans Jeux de puissants, un conducteur a sur la main un tatouage avec le logo des SPADS et  l'inscription SPADS. C'est un petit clin d'œil à la BD XIII, dont le titre du tome 4 est "S.P.A.D.S." (c'est une section militaire des États-Unis).